# CellGenix

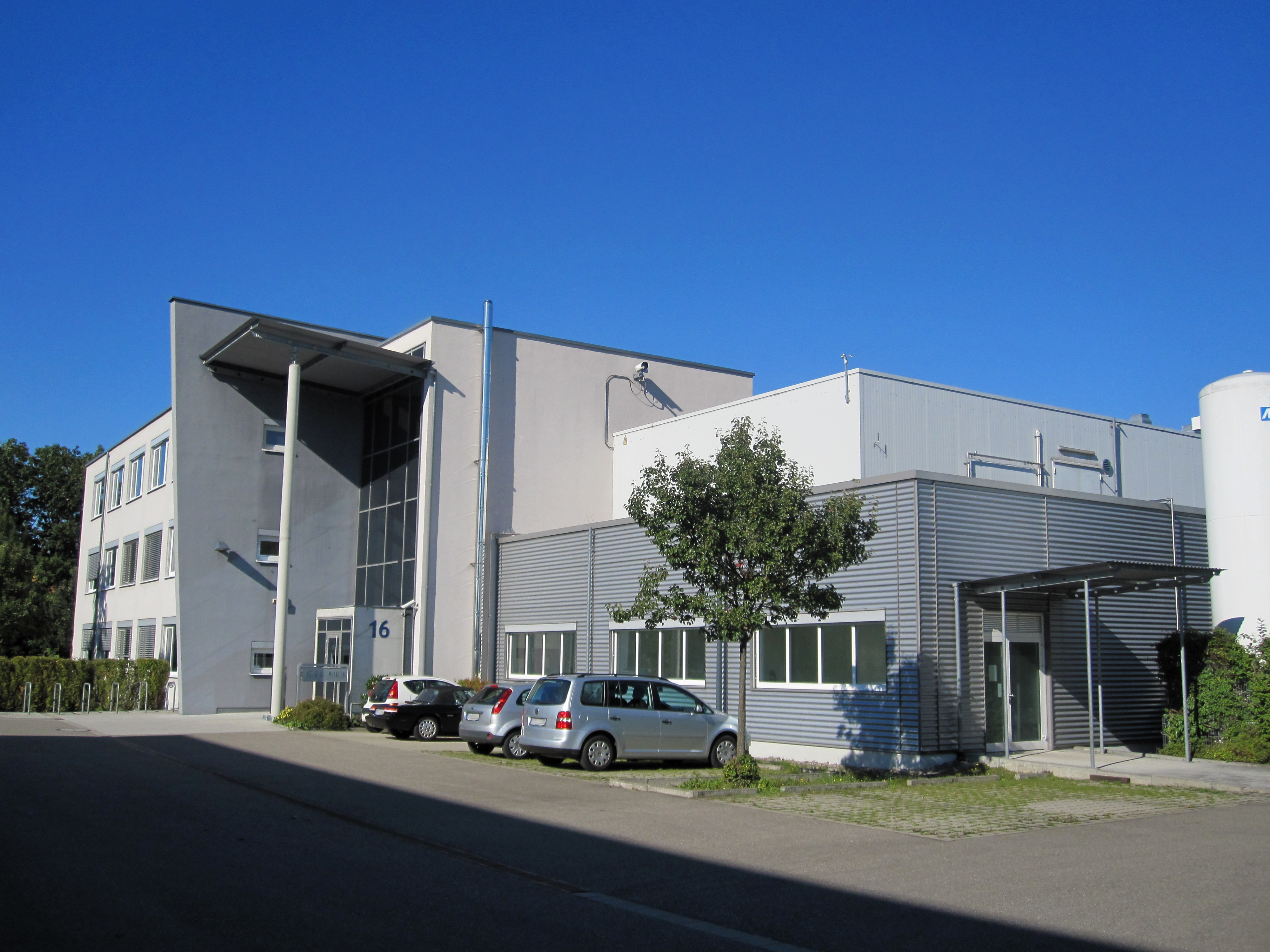
CellGenix Freiburg

Die Sartorius CellGenix GmbH ist ein global agierender Hersteller von Reagenzien für die klinische Zell- und Gentherapie sowie regenerative Medizin, insbesondere Wachstumsfaktoren und Serum-freie Medien. Das Unternehmen wurde 1994 gegründet und beschäftigt etwa 100 Mitarbeiter. Der Firmensitz ist Freiburg im Breisgau, Deutschland.

## Produkte und Dienstleistungen
Der Schwerpunkt des Unternehmens ist die Entwicklung und Herstellung von Reagenzien gemäß GMP (Good Manufacturing Practice) für die ex vivo Prozessierung von Zellen, die in der Forschung über klinische Anwendungen bis hin zur kommerziellen Produktion von neuartigen Therapien (ATMP) genutzt werden. Hierzu gehören insbesondere Wachstumsfaktoren (Zytokine) und Serum-freie Medien für die Expansion und Differenzierung verschiedener, humaner Zellen: Stammzellen (Hämatopoetische Stamm- und Vorläuferzellen, MSC, iPC, ESC) dendritische Zellen, NK-Zellen und T-Zellen. Die Produktpalette umfasste bis 2023 auch Beutelsysteme für Zellkultur und Kryokonservierung von Zellen.

## Geschichte
Das Unternehmen entstand 1994 als Ausgründung des Universitätsklinikums Freiburg unter dem Namen CellGenix Technologie Transfer GmbH. Im Auftrag der Freiburger Nabelschnurblutbank tätigte das Unternehmen die GMP-Aufbereitung und Lagerung von allogenen Nabelschnurblutstammzellen zur Fremdspende. 1995 wurde die erste GMP-Herstellungserlaubnis für Blutstammzellen in Europa erteilt und bis zum Jahr 2010 wurden acht weitere GMP-Herstellungsprozesse genehmigt, unter anderem für dendritische Zellen, Chondrozyten und T-Zellen.
Im Laufe der Zeit hat Sartorius CellGenix eine starke Wandlung vollzogen. 1996 wurde zusammen mit der Schering AG die Metreon Bioproducts GmbH gegründet, die sich auf die Zellprozessierung spezialisiert hat. Das vom Joint Venture entwickelte Zelltherapeutikum CartiGro wurde zur Autologen Chondrozyten-Transplantation (ACT) eingesetzt, um unfallbedingte Schäden im Knorpel des Kniegelenks mit körpereigenen Knorpelzellen zu behandeln. Stryker übernahm den Vertrieb. Zur Herstellung von CartiGro wurde ein derzeit weltweit einzigartiges Serum-freies Herstellungsverfahren eingesetzt.
In Zusammenarbeit mit dem Klinikum Freiburg wurde eine Patienten-spezifische, rekombinante Idiotyp Vakzine (IdioVax) entwickelt. Der Impfstoff wurde zur Behandlung von Non-Hodgkin-Lymphom eingesetzt und die Klinische Phase II wurde beendet. Für den Impfstoff wurde 2001 die GMP-Herstellungserlaubnis und 2004 der EU Orphan Drug Status erteilt. Eine GMP-Herstellungserlaubnis für eine weitere rekombinante Tumorvakzine ist erteilt worden.
Zunehmend hat sich Sartorius CellGenix auf die Herstellung von Reagenzien für die ex vivo Prozessierung von Zellen spezialisiert. Im Jahre 1997 wurde das erste Serum-freie Medium für die Kultivierung und Differenzierung dendritischer Zellen entwickelt und 2002 das erste GMP-Zytokin, Interleukin-4, auf den Markt gebracht. Die Produktpalette wurde um weitere Zytokine und unterschiedliche Serum-freie Medien ausgebaut. Von 2000 bis 2013 bestand eine strategische Allianz mit der Firma American Fluoroseal Corporation (Afc) aus Gaithersburg, USA, die Beutel unter anderem zur Zellkultur und Kryokonservierung erstellte. Nach der Übernahme von Afc durch Saint-Gobain Performance Plastics in 2013 agiert Sartorius CellGenix weiterhin als Distributor in Europa.
Aufgrund der engen Zusammenarbeit mit internationalen Behörden wurde Interleukin-4 im Jahr 2010 als weltweit erstes GMP-Zytokin gemäß der neuen United States Pharmacopeia Specification, Chapter <92> produziert und vermarktet. Sowohl bei der Ausarbeitung des Ph. Eur. General chapter „Raw materials of biological origin for the production of cell-based and gene therapy medicinal products (5.2.12)“ (2017) als auch des neuen ISO Standards ISO 20399:2022 bzw. des Vorläufers TS 20399 „Ancillary materials present during the production of cellular therapeutic products“ (2018) hat Sartorius CellGenix mitgewirkt.
2021 hat der Life-Science-Konzern Sartorius über seinen Teilkonzern Sartorius Stedim Biotech die Mehrheit am Unternehmen erworben und es in Sartorius CellGenix GmbH umbenannt.

## Unternehmensstruktur
Die Sartorius CellGenix GmbH ist eine Gesellschaft mit beschränkter Haftung (GmbH). Peer Brauer ist seit April 2024 alleiniger Geschäftsführer, nachdem die Mitgründerin und ehemalige CEO Felicia Rosenthal aus dem Unternehmen ausgeschieden ist. Zu dem Unternehmen gehörte die 100%ige Tochtergesellschaft Metreon Bioproducts GmbH (Firmensitz Freiburg i.Br.), die GMP Zellprozessierung durchführte. Sartorius CellGenix hielt Anteile an Afc Inc. in Gaithersburg, USA und der CellPrep S. A. in Buenos Aires, Argentinien. Neben dem Unternehmenssitz in Freiburg bestand bis 2024 eine Niederlassung in den USA. Die Produkte werden weltweit direkt und über Distributoren vertrieben.